# Jitona
JITONA a.s. je česká dřevozpracující firma vyrábějící a exportující nábytek a zejména ložnice. Sídlí v Soběslavi.

## Historie
Historie samotné Jitony sahá do roku 1951, kdy byla sloučením drobných výrobců nábytku v jižních Čechách vytvořena státní společnost Jihočeské továrny nábytku. Vzhledem k tomu, že v roce 2007 byla soběslavská JITONA sloučena s rousínovským podnikem Tusculum, navazuje dnešní firma i na tradici Spojených uměleckoprůmyslových závodů Brno, založených v roce 1920 a v roce 1992 přetransformovaných z UP závodů Rousínov na Tusculum a.s.
Ve dvou výrobních závodech (Klatovy, Třebíč) zaměstnávala JITONA v roce 2011 700 pracovníků. V roce 2019 skončila spolupráce společností Jitona a IKEA, společnost Jitona oznámila, že propustí k říjnu roku 2019 celkem asi 180 zaměstnanců. Mělo by odejít 100–110 lidí ze závodu v Klatovech a asi 80 lidí ze závodu v Třebíči.

## Galerie

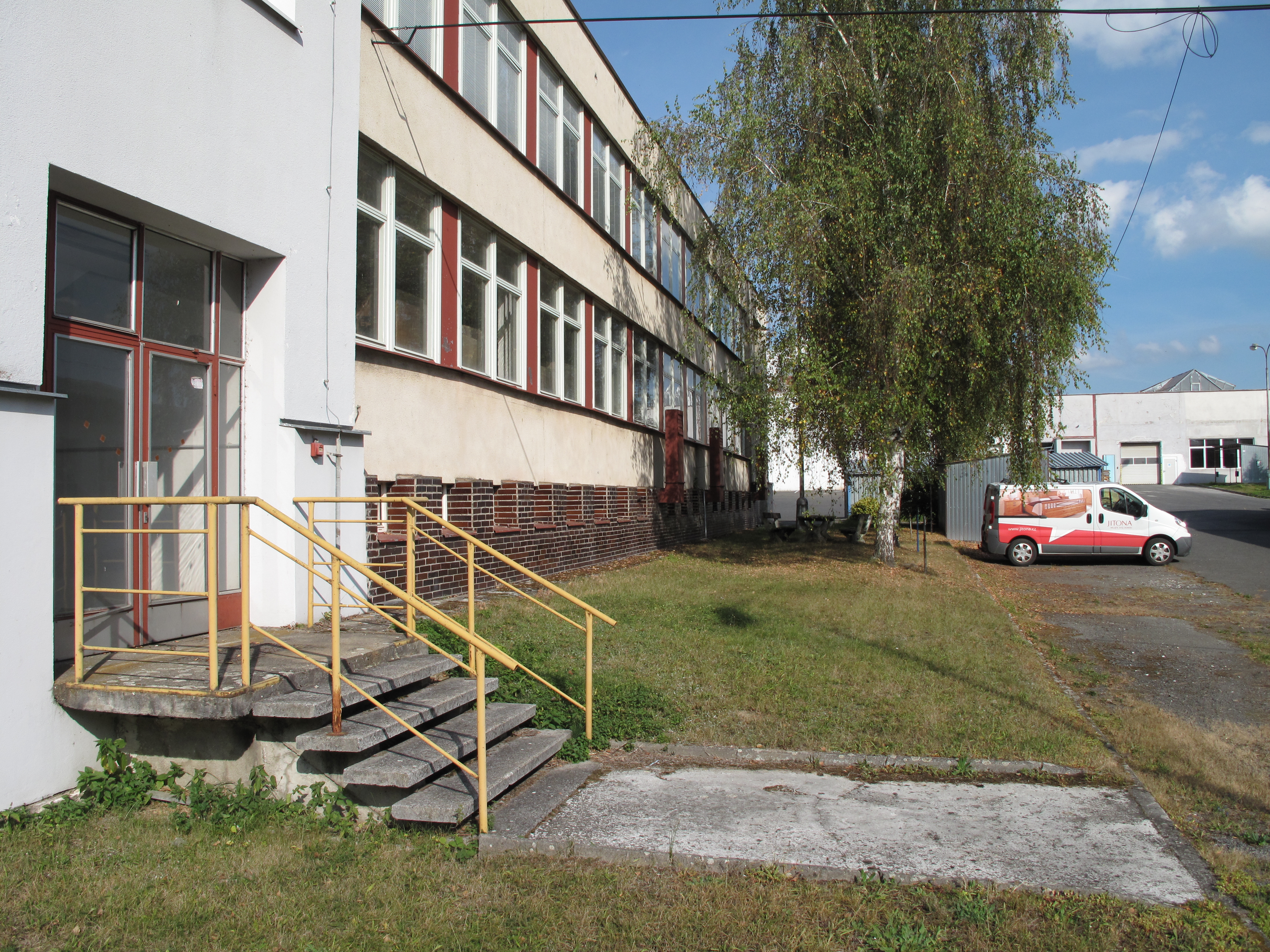
Administrativní budova v Klatovech
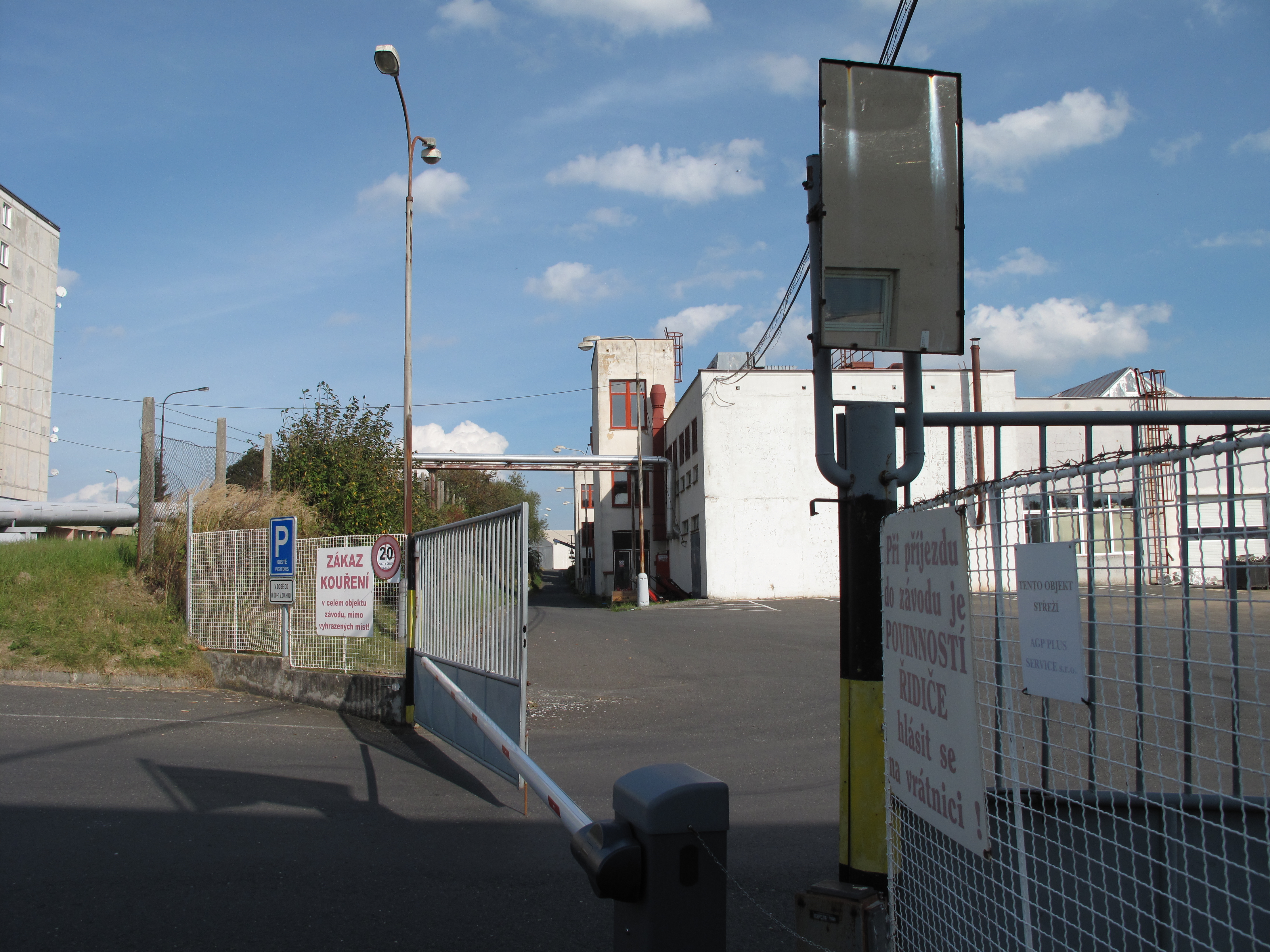
Vjezd do areálu fabriky v Klatovech
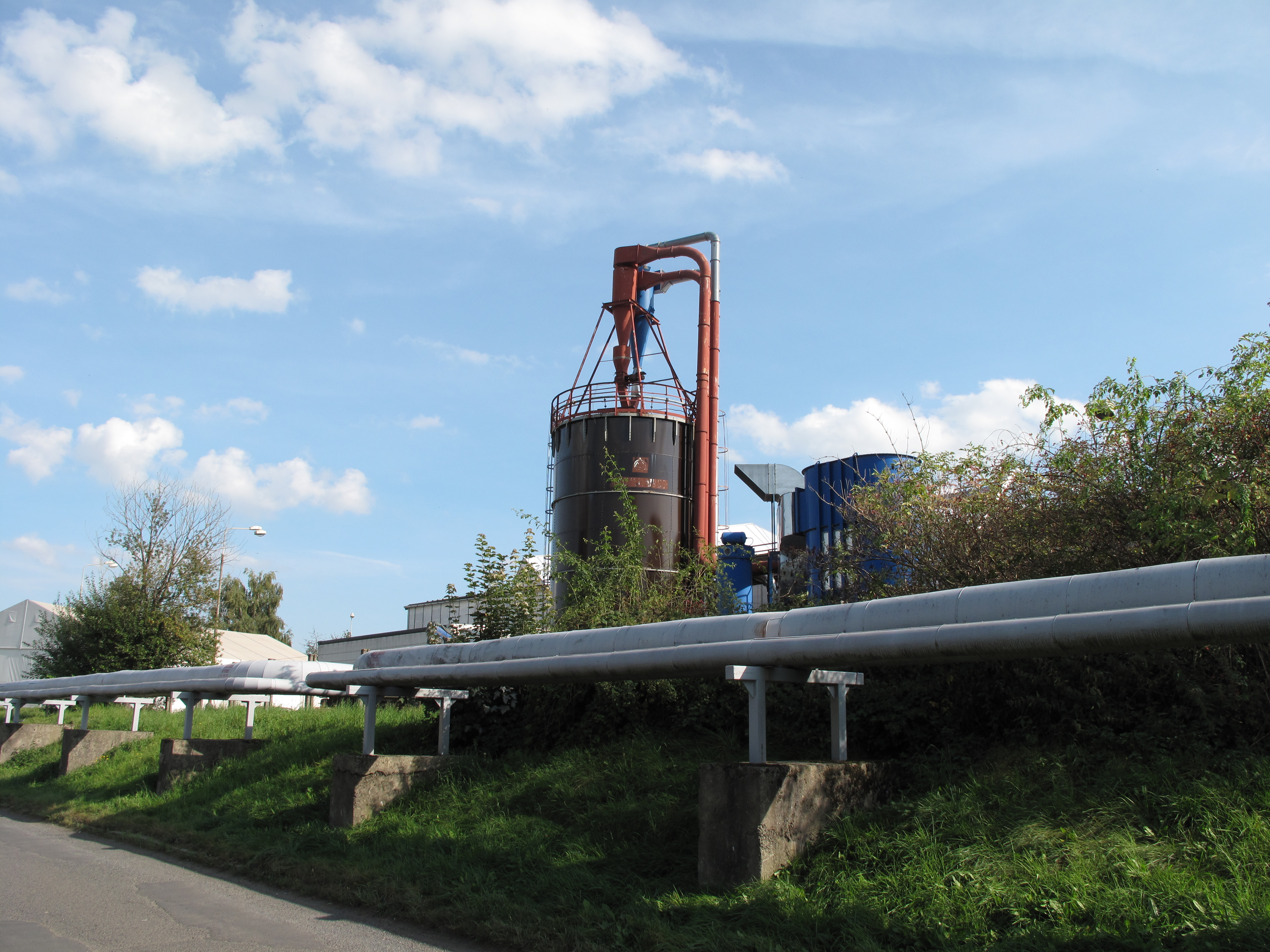
Sila fabriky